# I'm Your Baby Tonight
I'm Your Baby Tonight là album phòng thu thứ ba của nghệ sĩ thu âm người Mỹ Whitney Houston, phát hành ngày 6 tháng 11 năm 1990 bởi Arista Records. Nó được phát hành sau ba năm kể từ album phòng thu trước đã gặt hái những thành công rực rỡ về mặt thương mại, Whitney (1987). Quá trình thu âm cho album đã được thực hiện từ tháng 11 năm 1989 đến tháng 8 năm 1990, trong đó Houston trở thành đồng giám đốc điều hành với Clive Davis lần đầu tiên với một album trong sự nghiệp của cô, cộng tác với nhiều nhà sản xuất quen thuộc như Narada Michael Walden và Michael Masser, và bắt đầu làm việc với đội sản xuất của L.A. Reid và Babyface cũng như ca sĩ Luther Vandross. Ngoài ra, nó còn có sự tham gia góp giọng từ Stevie Wonder trong "We Didn't Know", và nữ ca sĩ cũng tham gia đồng sản xuất một bài hát trong album "I'm Knockin'." Đây cũng được xem là sự chuyển hướng đáng kể so với những âm thanh dance-pop từ album phòng thu trước, trong đó kết hợp giữa funk, new jack swing và R&B.
Sau khi phát hành, I'm Your Baby Tonight nhận được những phản ứng đa phần là tích cực từ các nhà phê bình âm nhạc, trong đó họ đánh giá cao quá trình sản xuất của nó và sự thay đổi trong phong cách âm nhạc của Houston. Album cũng gặt hái nhiều giải thưởng và đề cử tại nhiều lễ trao giải lớn, bao gồm chiến thắng giải thưởng âm nhạc Billboard năm 1991 cho Top Album R&B và hai đề cử giải thưởng Âm nhạc Mỹ năm 1992. Ngoài ra, nó còn nhận được ba đề cử giải Grammy trong ba năm liên tiếp (từ năm 1990) cho "I'm Your Baby Tonight", "All the Man That I Need" và "I Belong to You". Về mặt thương mại, album cũng gặt hái những thành công vượt trội về mặt thương mại, đứng đầu các bảng xếp hạng ở Đan Mạch và Hy Lạp, và lọt vào top 10 ở hầu hết những quốc gia nó xuất hiện, bao gồm vươn đến top 5 ở Áo, Phần Lan, Đức, Ý, Nhật Bản, Na Uy, Thụy Điển, Thụy Sĩ và Vương quốc Anh. Tại Hoa Kỳ, mặc dù không thể so sánh với những thành công của những album phòng thu trước, I'm Your Baby Tonight cũng vươn đến vị trí thứ ba trên bảng xếp hạng Billboard 200 và được chứng nhận bốn đĩa Bạch kim từ Hiệp hội Công nghiệp ghi âm Mỹ (RIAA). Tính đến nay, nó đã bán được hơn 12 triệu bản trên toàn thế giới.
Sáu đĩa đơn đã được phát hành từ album. Hai đĩa đơn đầu tiên, "I'm Your Baby Tonight" và "All the Man That I Need" lần lượt trở thành đĩa đơn quán quân thứ tám và thứ chín của Houston trên bảng xếp hạng Billboard Hot 100, đồng thời gặt hái những thành công đáng kể trên toàn cầu. Những đĩa đơn tiếp theo cũng đạt được một số thành công nhất định trên các bảng xếp hạng, trong đó đĩa đơn thứ ba "Miracle" lọt vào top 10 ở Hoa Kỳ và "I Belong to You" nhận được một đề cử giải Grammy. Để quảng bá album, Houston đã xuất hiện và trình diễn những bài hát từ album trên nhiều chương trình truyền hình và lễ trao giải khác nhau, bao gồm The Arsenio Hall Show, Saturday Night Live và buổi hòa nhạc Welcome Home Heroes with Whitney Houston cũng như bắt tay thực hiện chuyến lưu diễn thế giới I'm Your Baby Tonight World Tour, đi qua nhiều quốc gia ở châu Á, Bắc Mỹ và châu Âu. Sau thành công của I'm Your Baby Tonight, Houston tiếp tục trải qua những thành công rực rỡ về mặt thương mại trong suốt thập niên 1990, mạo hiểm với những bộ phim điện ảnh, trong khi tiếp tục ghi dấu ấn với những album nhạc phim. Nó sẽ không được theo sau bởi bất kỳ album phòng thu nào trong tám năm, cho đến năm 1998 với việc phát hành album phòng thu thứ tư của cô, My Love Is Your Love (1998).

## Danh sách bài hát
| I'm Your Baby Tonight – Bản tiêu chuẩn | I'm Your Baby Tonight – Bản tiêu chuẩn       | I'm Your Baby Tonight – Bản tiêu chuẩn     | I'm Your Baby Tonight – Bản tiêu chuẩn | I'm Your Baby Tonight – Bản tiêu chuẩn |
| STT                                    | Nhan đề                                      | Sáng tác                                   | Sản xuất                               | Thời lượng                             |
| -------------------------------------- | -------------------------------------------- | ------------------------------------------ | -------------------------------------- | -------------------------------------- |
| 1.                                     | "I'm Your Baby Tonight"                      | L.A. Reid Babyface                         | Reid Babyface                          | 5:01                                   |
| 2.                                     | "My Name Is Not Susan"                       | Eric Foster White                          | Reid Babyface                          | 4:39                                   |
| 3.                                     | "All the Man That I Need"                    | Dean Pitchford Michael Gore                | Narada Michael Walden                  | 4:11                                   |
| 4.                                     | "Lover for Life"                             | Sam Dees                                   | Walden                                 | 4:49                                   |
| 5.                                     | "Anymore"                                    | Reid Babyface                              | Reid Babyface                          | 4:23                                   |
| 6.                                     | "Miracle"                                    | Reid Babyface                              | Reid Babyface                          | 5:42                                   |
| 7.                                     | "I Belong to You"                            | Derek Bramble Franne Golde                 | Walden                                 | 5:30                                   |
| 8.                                     | "Who Do You Love"                            | Luther Vandross Hubert Eaves III           | Vandross                               | 3:57                                   |
| 9.                                     | "We Didn't Know" (song ca với Stevie Wonder) | Wonder                                     | Wonder                                 | 5:30                                   |
| 10.                                    | "After We Make Love"                         | Michael Masser Gerry Goffin                | Masser                                 | 5:07                                   |
| 11.                                    | "I'm Knockin'"                               | Rhett Lawrence Ricky Minor Benjamin Winans | Minor Whitney Houston                  | 4:58                                   |

| Track bổ sung ở Nhật Bản | Track bổ sung ở Nhật Bản | Track bổ sung ở Nhật Bản    | Track bổ sung ở Nhật Bản | Track bổ sung ở Nhật Bản |
| STT                      | Nhan đề                  | Sáng tác                    | Sản xuất                 | Thời lượng               |
| ------------------------ | ------------------------ | --------------------------- | ------------------------ | ------------------------ |
| 12.                      | "Takin' a Chance"        | Houston Winans Keith Thomas | Winans Thomas            | 4:11                     |
| 13.                      | "Higher Love"            | Steve Winwood Will Jennings | Walden                   | 5:09                     |

Ghi chú
- Tất cả những phiên bản trên toàn cầu đều bao gồm phiên bản "Yvonne Turner Mix" của "I'm Your Baby Tonight" như là bài hát đầu tiên, thay thế cho phiên bản của L.A. Reid/Babyface.

## Xếp hạng
| Bảng xếp hạng (1990-91)                  | Vị trí cao nhất |
| ---------------------------------------- | --------------- |
| Album Úc (ARIA)                          | 10              |
| Album Áo (Ö3 Austria)                    | 2               |
| Canada (RPM)                             | 12              |
| Canada (The Record)                      | 8               |
| Đan Mạch (Hitlisten)                     | 1               |
| Châu Âu (European Top 100 Albums)        | 2               |
| Phần Lan (Suomen virallinen lista)       | 2               |
| Pháp (SNEP)                              | 9               |
| Đức (Offizielle Top 100)                 | 3               |
| Hy Lạp (IFPI)                            | 1               |
| Ý (FIMI)                                 | 5               |
| Nhật Bản (Oricon)                        | 4               |
| Album New Zealand (RMNZ)                 | 15              |
| Album Na Uy (VG-lista)                   | 5               |
| Bồ Đào Nha (AFP)                         | 9               |
| Tây Ban Nha (PROMUSICAE)                 | 6               |
| Album Thụy Điển (Sverigetopplistan)      | 3               |
| Album Thụy Sĩ (Schweizer Hitparade)      | 2               |
| Album Anh Quốc (OCC)                     | 4               |
| Album Hoa Kỳ Billboard 200               | 3               |
| Album Hoa Kỳ Top R&B/Hip-Hop (Billboard) | 1               |

| Bảng xếp hạng (1990)                      | Vị trí |
| ----------------------------------------- | ------ |
| Australian Albums (ARIA)                  | 41     |
| Canadian Albums (RPM)                     | 67     |
| Dutch Albums (MegaCharts)                 | 23     |
| French Albums (SNEP)                      | 13     |
| Italian Albums (FIMI)                     | 24     |
| Norwegian Autumn Period Albums (VG-lista) | 7      |
| UK Albums (OCC)                           | 25     |
| Bảng xếp hạng (1991)                      | Vị trí |
| Austrian Albums (Ö3 Austria)              | 17     |
| Canadian Albums (RPM)                     | 61     |
| Dutch Albums (MegaCharts)                 | 35     |
| Europe (European Top 100 Albums)          | 13     |
| German Albums (Offizielle Top 100)        | 42     |
| Japanese Albums (Oricon)                  | 78     |
| Norwegian Winter Period Albums (VG-lista) | 17     |
| Swiss Albums (Schweizer Hitparade)        | 22     |
| UK Albums (OCC)                           | 56     |
| US Billboard 200                          | 10     |
| US Top R&B/Hip-Hop Albums (Billboard)     | 1      |

## Chứng nhận
| Quốc gia                                                                           | Chứng nhận  | Số đơn vị/doanh số chứng nhận |
| ---------------------------------------------------------------------------------- | ----------- | ----------------------------- |
| Úc (ARIA)                                                                          | Bạch kim    | 70.000^                       |
| Áo (IFPI Áo)                                                                       | Bạch kim    | 50.000*                       |
| Canada (Music Canada)                                                              | Bạch kim    | 100.000^                      |
| Phần Lan (Musiikkituottajat)                                                       | Vàng        | 35,702                        |
| Pháp (SNEP)                                                                        | Bạch kim    | 300.000*                      |
| Đức (BVMI)                                                                         | Bạch kim    | 500.000^                      |
| Nhật Bản (RIAJ)                                                                    | 2× Bạch kim | 0^                            |
| Hà Lan (NVPI)                                                                      | Bạch kim    | 100.000^                      |
| Tây Ban Nha (PROMUSICAE)                                                           | 2× Bạch kim | 200.000^                      |
| Thụy Điển (GLF)                                                                    | Bạch kim    | 100.000^                      |
| Thụy Sĩ (IFPI)                                                                     | 2× Bạch kim | 100.000^                      |
| Anh Quốc (BPI)                                                                     | Bạch kim    | 300.000^                      |
| Hoa Kỳ (RIAA)                                                                      | 4× Bạch kim | 4.000.000None                 |
| * Chứng nhận dựa theo doanh số tiêu thụ. ^ Chứng nhận dựa theo doanh số nhập hàng. |             |                               |